# Margaret Cooper (Offizierin)
Margaret Elizabeth Cooper (* 25. Januar 1918 in Punta del Este, Uruguay; † 18. Juli 2016 in Hamilton, Ontario, Kanada) war eine britisch-kanadische Offizierin der Royal Navy und Farmerin. Sie war im Zweiten Weltkrieg beim Women’s Royal Naval Service in Bletchley Park tätig.

## Leben und Werk

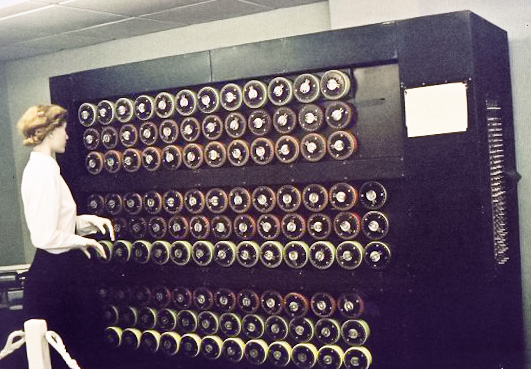
Modell einer Turing-Bombe in Bletchley Park

Cooper wurde als Margaret Elizabeth Douglas als eines von vier Kindern von Jack und Vera Douglas geboren. Ihr kanadischer Vater war nach Argentinien gezogen, um eine Rinderfarm zu kaufen und zu betreiben. Er besaß ein Strandhaus in Uruguay, gegenüber von Buenos Aires am Rio de la Plata. Ihre Mutter wurde in Argentinien geboren und war dort Teil der britischen Kolonie.
Sie und ihr Bruder besuchten die St Mary’s School, Wantage in England und kehrten dann nach einer Reise nach Indien nach Argentinien zurück. In den späten 1930er Jahren arbeitete sie in Buenos Aires für Sun Life of Canada. Als der Krieg ausbrach, gab es in Argentinien eine große britische Gemeinde und viele junge Leute wollten freiwillig nach Großbritannien gehen und dort helfen.

## Tätigkeiten während des Zweiten Weltkrieges
Im September 1941 trat sie in den Women’s Royal Naval Service ein und absolvierte ihre Ausbildung am Westfield College in London. Nach zwei Wochen Ausbildung wurden sie und ihre Klasse in das Büro des leitenden WRNS-Offiziers gerufen, der auf einen Brief von Winston Churchill hin nach Freiwilligen für eine sehr geheime Arbeit suchte. Sie meldete sich freiwillig und wurden nach Bletchley Park gebracht. Dort erhielt sie in Hütte 11 eine Schulung im Umgang mit der Turing-Bombe. In Bletchley Park sprach niemand über seine Arbeit, außer in dem Raum mit den Leuten, mit denen man arbeitete.
Zunächst arbeitete Cooper in Baracke 11 an den Dechiffriermaschinen, die von Alan Turing, Gordon Welchman und Harold Keen entwickelt und gebaut worden waren. Ende 1942 zog Cooper nach Stanmore, wo als Vorsichtsmaßnahme gegen feindliche Bombenangriffe neue Turing-Bomben aufgestellt wurden. Anschließend wurde sie zur leitenden Assistentin von Frank Birch ernannt, dem Leiter der Marineabteilung in Baracke 4, bekannt als „U-Boot-Raum“. Sie arbeitete als Verbindungsperson mit dem Operational Intelligence Centre der Admiralität in London. Sie wurde zum Unteroffizier befördert und zog nach Woburn Abbey.
Nach einem kurzen Kurs in Greenwich wurde Cooper zum Dritten Offizier der WRNS ernannt und im April 1944 nach Plymouth geschickt, um im unterirdischen Hauptquartier in Mount Wise zu arbeiten. Nominell gehörte sie zum Stab des Stabschefs, aber in Wirklichkeit war sie die Verbindungsoffizierin, die Nachrichten und Anfragen zu U-Booten zwischen Bletchley und Plymouth weitergab. Anderthalb Monate vor der Invasion der Alliierten in der Normandie wurde sie mit der Aufgabe betraut, die U-Boot-Aktivitäten im Ärmelkanal, der Route der Invasionstruppen, zu verfolgen.
Anfang der 1950er Jahre in einem Autohaus in Hamilton, Ontario, erzählte ihr ein deutscher Einwanderer, dass sein Vater U-Boot-Kapitän gewesen sei. Obwohl sie den Namen des Kapitäns erkannte und wusste, wo sein U-Boot gewesen war, bewahrte sie Stillschweigen über ihre Tätigkeit während des Krieges, da sie noch immer den strengen Bestimmungen des britischen Official Secrets Act unterlag.
Cooper hütete das Geheimnis ihrer Arbeit drei Jahrzehnte lang, bis es 1974 von Group Captain Frederick William Winterbotham mit seinem Buch The Ultra Secret aufgedeckt wurde.

## Leben nach dem Krieg in Kanada
1945 heiratete sie den Offizier der Royal Canadian Air Force Craig Cooper, der vor dem Krieg Latein und Griechisch unterrichtet hatte und als Lehrer nach Kanada zurückkehrte. Sie kaufte mit ihm eine 65 Hektar große Farm in Carlisle, 10 Meilen nördlich von Burlington, Ontario, wo sie Rinder züchteten, Pferde hielten und Kirschen anbauten. Sie bekam mit ihrem Ehemann vier Kinder.
Als Anhängerin der Canadian Liberal Party interessierte sie sich aktiv für die kanadische Politik. Als Justin Trudeau sich während des Wahlkampfs 2015 durch die Menge drängte und fragte: „Wo ist Margaret? Wo ist Margaret?“, war sie „ziemlich erfreut“, als er sie fest umarmte.
Sie lebte bis 2001 auf der Farm und zog dann nach Waterdown, einer Gemeinde in Hamilton. Sie starb 2016 im Alter von 98 Jahren.